# مينيولا
مينيولا (بالإنجليزية: Mineola)‏ هي قرية في مقاطعة ناسو، نيويورك، الولايات المتحدة الأمريكية. كان عدد السكان 18,799 حسب تعداد عام 2010. الاسم مشتق من كلمة هندية تعني «المكان اللطيف».

## التركيبة السكانية
حدّد مكتب تعداد الولايات المتحدة بيانات التركيبة السكانية لمينيولا في تعداد الولايات المتحدة. في ما يلي، التركيبة السكانية حسب تعدادي 2000 و2010.

### تعداد عام 2000
بلغ عدد سكان مينيولا 19,234 نسمة بحسب تعداد عام 2000، وبلغ عدد الأسر 7,473 أسرة وعدد العائلات 4,955 عائلة مقيمة في القرية. في حين سجلت الكثافة السكانية 3,949.5 نسمة لكل كيلومتر مربع (10,229.2/ميل2). وبلغ عدد الوحدات السكنية 7,650 وحدة بمتوسط كثافة قدره 1,570.8 لكل كيلومتر مربع (4,068.4/ميل2).
وتوزع التركيب العرقي للقرية بنسبة 86.39% من البيض و1.03% من الأمريكيين الأفارقة و0.29% من الأمريكيين الأصليين و4.52% من الأمريكيين ذوي الأصول الآسيوية و0.04% من سكان جزر المحيط الهادئ و3.93% من الأعراق الأخرى و3.79% من عرقين مختلطين أو أكثر و13.03% من الهسبانيون أو اللاتينيون من أي عرق.
بلغ عدد الأسر 7,473 أسرة كانت نسبة 29.5% منها لديها أطفال تحت سن الثامنة عشر تعيش معهم، وبلغت نسبة الأزواج القاطنين مع بعضهم البعض 53.2% من أصل المجموع الكلي للأسر، ونسبة 9.3% من الأسر كان لديها معيلات من الإناث دون وجود شريك، بينما كانت نسبة 3.8% من الأسر لديها معيلون من الذكور دون وجود شريكة وكانت نسبة 33.7% من غير العائلات. تألفت نسبة 29.1% من أصل جميع الأسر من عدة أفراد يعيشون في نفس المنزل ونسبة 11.8% كانت تتألف من شخص يعيش بمفرده يبلغ من العمر 65 عاماً أو أكثر. وبلغ متوسط حجم الأسرة المعيشية 2.57، أما متوسط حجم العائلات فبلغ 3.20.
بلغ العمر الوسطي للسكان 38.2 عاماً. وكانت نسبة 20.2% من القاطنين تحت سن الثامنة عشر، وكانت نسبة 7.4% بين الثامنة عشر والرابعة والعشرين عاماً، ونسبة 34% كانت واقعةً في الفئة العمرية ما بين الخامسة والعشرين والرابعة والأربعين عاماً، ونسبة 22.6% كانت ما بين الخامسة والأربعين والرابعة والستين، ونسبة 15.7% كانت ضمن فئة الخامسة والستين عاماً فما فوق. يوجد لكل 100 أنثى 92.5 ذكر، ويوجد لكل 100 أنثى في الثامنة عشر من عمرها فما فوق 89.5 ذكر.
بلغ متوسط دخل الأسرة في القرية 60,706 دولارًا، أما متوسط دخل العائلة فبلغ 71,042 دولارًا. وكان متوسط دخل الذكور 47,182 دولارًا مقابل 37,057 دولارًا للإناث. وسجل دخل الفرد الخاص بالقرية 28,890 دولارًا. وكانت نسبة 2.6% من العائلات ونسبة 4.2% من السكان تحت خط الفقر، وكان من هؤلاء نسبة 3.6% تحت سن الثامنة عشر ونسبة 5.4% في الخامسة والستين من العمر وما فوق.

### تعداد عام 2010
بلغ عدد سكان مينيولا 18,799 نسمة بحسب تعداد عام 2010، وبلغ عدد الأسر 7,396 أسرة وعدد العائلات 4,771 عائلة مقيمة في القرية. في حين سجلت الكثافة السكانية 3,860.2 نسمة لكل كيلومتر مربع (9,997.9/ميل2). وبلغ عدد الوحدات السكنية 7,701 وحدة بمتوسط كثافة قدره 1,581.3 لكل كيلومتر مربع (4,095.5/ميل2).
وتوزع التركيب العرقي للقرية بنسبة 81.74% من البيض و2% من الأمريكيين الأفارقة و0.23% من الأمريكيين الأصليين و8.47% من الأمريكيين ذوي الأصول الآسيوية و0.01% من سكان جزر المحيط الهادئ و5.30% من الأعراق الأخرى و2.25% من عرقين مختلطين أو أكثر و16.44% من الهسبانيون أو اللاتينيون من أي عرق.
بلغ عدد الأسر 7,396 أسرة كانت نسبة 28.7% منها لديها أطفال تحت سن الثامنة عشر تعيش معهم، وبلغت نسبة الأزواج القاطنين مع بعضهم البعض 50.6% من أصل المجموع الكلي للأسر، ونسبة 10% من الأسر كان لديها معيلات من الإناث دون وجود شريك، بينما كانت نسبة 4% من الأسر لديها معيلون من الذكور دون وجود شريكة وكانت نسبة 35.5% من غير العائلات. تألفت نسبة 29.6% من أصل جميع الأسر من عدة أفراد يعيشون في نفس المنزل ونسبة 10.9% كانت تتألف من شخص يعيش بمفرده يبلغ من العمر 65 عاماً أو أكثر. وبلغ متوسط حجم الأسرة المعيشية 2.54، أما متوسط حجم العائلات فبلغ 3.19.
بلغ العمر الوسطي للسكان 40.3 عاماً. وكانت نسبة 19.4% من القاطنين تحت سن الثامنة عشر، وكانت نسبة 7.4% بين الثامنة عشر والرابعة والعشرين عاماً، ونسبة 29.7% كانت واقعةً في الفئة العمرية ما بين الخامسة والعشرين والرابعة والأربعين عاماً، ونسبة 28.7% كانت ما بين الخامسة والأربعين والرابعة والستين، ونسبة 14.7% كانت ضمن فئة الخامسة والستين عاماً فما فوق. وتوزع التركيب الجنسي للسكان بنسبة 49% ذكور و51% إناث.

## المناخ
يظهر الجدول التالي التغييرات المناخية على مدار السنة لمينيولا:
| البيانات المناخية لـمينيولا       | البيانات المناخية لـمينيولا | البيانات المناخية لـمينيولا | البيانات المناخية لـمينيولا | البيانات المناخية لـمينيولا | البيانات المناخية لـمينيولا | البيانات المناخية لـمينيولا | البيانات المناخية لـمينيولا | البيانات المناخية لـمينيولا | البيانات المناخية لـمينيولا | البيانات المناخية لـمينيولا | البيانات المناخية لـمينيولا | البيانات المناخية لـمينيولا | البيانات المناخية لـمينيولا |
| الشهر                             | يناير                       | فبراير                      | مارس                        | أبريل                       | مايو                        | يونيو                       | يوليو                       | أغسطس                       | سبتمبر                      | أكتوبر                      | نوفمبر                      | ديسمبر                      | المعدل السنوي               |
| --------------------------------- | --------------------------- | --------------------------- | --------------------------- | --------------------------- | --------------------------- | --------------------------- | --------------------------- | --------------------------- | --------------------------- | --------------------------- | --------------------------- | --------------------------- | --------------------------- |
| الدرجة القصوى °ف (°م)             | 71 (22)                     | 73 (23)                     | 85 (29)                     | 94 (34)                     | 97 (36)                     | 101 (38)                    | 108 (42)                    | 105 (41)                    | 97 (36)                     | 89 (32)                     | 83 (28)                     | 76 (24)                     | 108 (42)                    |
| متوسط درجة الحرارة الكبرى °ف (°م) | 39.6 (4.2)                  | 43 (6)                      | 50 (10)                     | 61 (16)                     | 70 (21)                     | 80 (27)                     | 85 (29)                     | 83 (28)                     | 76 (24)                     | 65 (18)                     | 55 (13)                     | 45 (7)                      | 62.7 (16.9)                 |
| متوسط درجة الحرارة الصغرى °ف (°م) | 26.3 (−3.2)                 | 28 (−2)                     | 34 (1)                      | 42 (6)                      | 51 (11)                     | 61 (16)                     | 66 (19)                     | 65 (18)                     | 58 (14)                     | 48 (9)                      | 40 (4)                      | 31 (−1)                     | 45.9 (7.7)                  |
| أدنى درجة حرارة °ف (°م)           | −4 (−20)                    | −1 (−18)                    | 5 (−15)                     | 13 (−11)                    | 34 (1)                      | 43 (6)                      | 50 (10)                     | 46 (8)                      | 38 (3)                      | 27 (−3)                     | 18 (−8)                     | −1 (−18)                    | −4 (−20)                    |
| الهطول إنش (مم)                   | 3.62 (92)                   | 3.17 (81)                   | 4.35 (110)                  | 4.15 (105)                  | 3.90 (99)                   | 3.85 (98)                   | 4.40 (112)                  | 3.72 (94)                   | 3.91 (99)                   | 4.08 (104)                  | 3.73 (95)                   | 3.82 (97)                   | 46.7 (1٬186)                |
| المصدر: The Weather Channel       |                             |                             |                             |                             |                             |                             |                             |                             |                             |                             |                             |                             |                             |

## أعلام
- كيفن جيمس
- ماثيو كينيدي
- بول فورد
- ليني بروس
- جوني سيلفستر
- سوني تيري
- دوين جونز
- فرانك ويلكزك
- كيم ريتشاردز
- إيمي كلارك